# Paratraea
Paratraea és un gènere d'arnes de la família Crambidae.

## Taxonomia
- Paratraea obliquivialis (Hampson, 1918)
- Paratraea plumbipicta Hampson, 1919